# Marrocos nos Jogos Olímpicos de Verão de 2024
Marrocos competiu nos Jogos Olímpicos de Verão de 2024 realizados em Paris, na França, entre 26 de julho e 11 de agosto de 2024. Foi a 16.ª participação do país nos Jogos Olímpicos de Verão desde a estreia em Roma 1960.
Foi representado por 61 atletas que competiram em 19 esportes. Conquistou duas medalhas, sendo uma de ouro com Soufiane El Bakkali nos 3000 metros com obstáculos masculino do atletismo e uma de bronze com a seleção masculina de futebol.

## Medalhas
| Atleta | Esporte   | Evento                          | Medalha |
| --- | --------- | ------------------------------- | ------- |
| Soufiane El Bakkali | Atletismo | 3000 m com obstáculos masculino | Ouro    |
| - Ilias Akhomach - Eliesse Ben Seghir - Benjamin Bouchouari - Mehdi Boukamir - Oussama El Azzouzi - Bilal El Khannous - Zakaria El Ouahdi - Abde Ezzalzouli - Rachid Ghanimi - Achraf Hakimi - Yassine Kechta - Haytam Manaout - El Mehdi Maouhoub - Munir Mohamedi - Akram Nakach - Soufiane Rahimi - Amir Richardson - Adil Tahif - Oussama Targhalline | Futebol   | Masculino                       | Bronze  |

## Competidores
Esta foi a participação por modalidade nesta edição:
| Esporte           | Masculino | Feminino | Total |
| ----------------- | --------- | -------- | ----- |
| Atletismo         | 8         | 5        | 13    |
| Boxe              | 0         | 3        | 3     |
| Breaking          | 1         | 1        | 2     |
| Canoagem          | 2         | 0        | 2     |
| Ciclismo          | 2         | 0        | 2     |
| Esgrima           | 1         | 1        | 2     |
| Futebol           | 19        | 0        | 19    |
| Golfe             | 0         | 1        | 1     |
| Hipismo           | 1         | 1        | 2     |
| Judô              | 2         | 1        | 3     |
| Lutas             | 1         | 0        | 1     |
| Natação           | 1         | 1        | 2     |
| Remo              | 0         | 1        | 1     |
| Skate             | 0         | 1        | 1     |
| Surfe             | 1         | 0        | 1     |
| Taekwondo         | 0         | 2        | 2     |
| Tiro              | 1         | 0        | 1     |
| Triatlo           | 1         | 0        | 1     |
| Voleibol de praia | 2         | 0        | 2     |
| Total             | 43        | 18       | 61    |